# Roland Ratzenberger
Roland Walter Ratzenberger (* 4. Juli 1960 in Salzburg; † 30. April 1994 in Bologna) war ein österreichischer Automobilrennfahrer. 1994 verunglückte er beim Qualifying zum Großen Preis von San Marino tödlich.

## Karriere

### Anfänge im Motorsport und Klassensieg in Le Mans
Anfang der 1980er Jahre war Roland Ratzenberger als Mechaniker für das Rennteam Lechner Racing von Walter Lechner tätig. Seine ersten Erfolge holte Ratzenberger in der Formel-Ford-Serie, in der er seit 1983 startete. 1985 gewann er elf von 19 Rennen und wurde Deutscher, Österreichischer und Europäischer Formel-Ford-Meister. 1986 gewann er das Formel-Ford-Festival in Brands Hatch. Im Folgejahr wechselte er in die Britische Formel-3-Meisterschaft, in der er 1987 einen Sieg auf dem Nürburgring erreichte.
1988 blieb er in der britischen Formel-3-Meisterschaft, jedoch wurde er im Madgwick-Team durch Fahrzeugausfälle zurückgeworfen. Einzig auf dem Nürburgring konnte er sich vom 25. Startplatz bis auf Platz sechs vorkämpfen, bevor er mit Mauro Martini kollidierte und das Rennen für ihn beendet war. Er verließ Madgwick, nachdem bei einem Test in Snetterton der Wagen in zwei Teile zerbrochen war. Den Rest des Jahres war die British Touring Car Championship sein Mittelpunkt. Von sechs Rennen beendete er fünf auf Podestplätzen, in Thruxton konnte er sich sogar vor dem dominierenden Frank Sytner platzieren. 1989 wechselte er in die Britische Formel-3000-Meisterschaft und fuhr für das Team Spirit. Obwohl das Team aus finanziellen Gründen die letzten drei Rennen nicht bestreiten konnte, erzielte Ratzenberger mit einem Sieg und zwei zweiten Plätzen den dritten Rang in der Meisterschaft. Zusätzlich gab er auf einem Porsche von Brun Motorsport sein Debüt beim 24-Stunden-Rennen von Le Mans. Das Fahrzeug schied jedoch bereits nach drei Stunden mit einem Reifenschaden aus. Zudem bestritt er das 1000-km-Rennen von Spa-Francorchamps im Rahmen der Sportwagen-Weltmeisterschaft für das Team und belegte hier den vierten Platz. Außerdem trat er bei einem Rennwochenende in der DTM an. Hier fuhr er als Ersatzpilot für Karl Wendlinger, der an diesem Wochenende ein Rennen der deutschen Formel-3-Meisterschaft auf dem Österreichring bestritt, einen Mercedes 190 E 2.3-16 des Teams Star-Marko RSM von Helmut Marko. Er belegte im ersten Rennen auf der Nordschleife des Nürburgrings den 18. Platz, im zweiten Rennen schied er aus. Am Saisonende belegte er mit einem Punkt den 47. Platz in der Gesamtwertung.
Nach einem Test im Toyota-Werksteam wurde Ratzenberger als Werksfahrer beim Team SARD für die japanische Gruppe-C-Meisterschaft verpflichtet. Ratzenberger siedelte 1990 nach Japan über und nahm dort für BMW und Toyota – in diesem Team als erster europäischer Fahrer – erfolgreich an der japanischen Formel-3000-Serie teil. Neben der Tätigkeit als Rennfahrer war er als Instruktor in der Rennschule von Walter Lechner tätig.
1991 war erstmals Ratzenbergers Wechsel in die Formel 1 vorgesehen. Der Vertrag mit dem Jordan-Team platzte jedoch, als sich der Sponsor zurückzog. Ratzenberger blieb bei Toyota in Japan. Großen Erfolg konnte er auch bei den 24-Stunden-Rennen von Le Mans feiern. Nach drei Ausfällen bei den ersten drei Starts wurde er 1992 Gesamtneunter, 1993 erreichte er mit dem Toyota 93C-V zusammen mit Mauro Martini und Naoki Nagasaka den fünften Platz im Gesamtklassement sowie den Klassensieg in der Turbo-Klasse. Für das Le-Mans-Rennen 1994 war er auch als Fahrer vorgesehen, er verunglückte jedoch vorher tödlich und wurde durch Jeff Krosnoff ersetzt. Beim 24-Stunden-Rennen von Daytona wurde er 1992 mit seinen Teamkollegen Hurley Haywood, Eje Elgh und Scott Brayton Dritter. Bis zu seinem Aufstieg in die Formel 1 hatte er in seinem besten Jahr 25 Rennen in fünf verschiedenen Rennklassen absolviert, mehr als jeder andere Fahrer der Formel 1 im Jahre 1994.

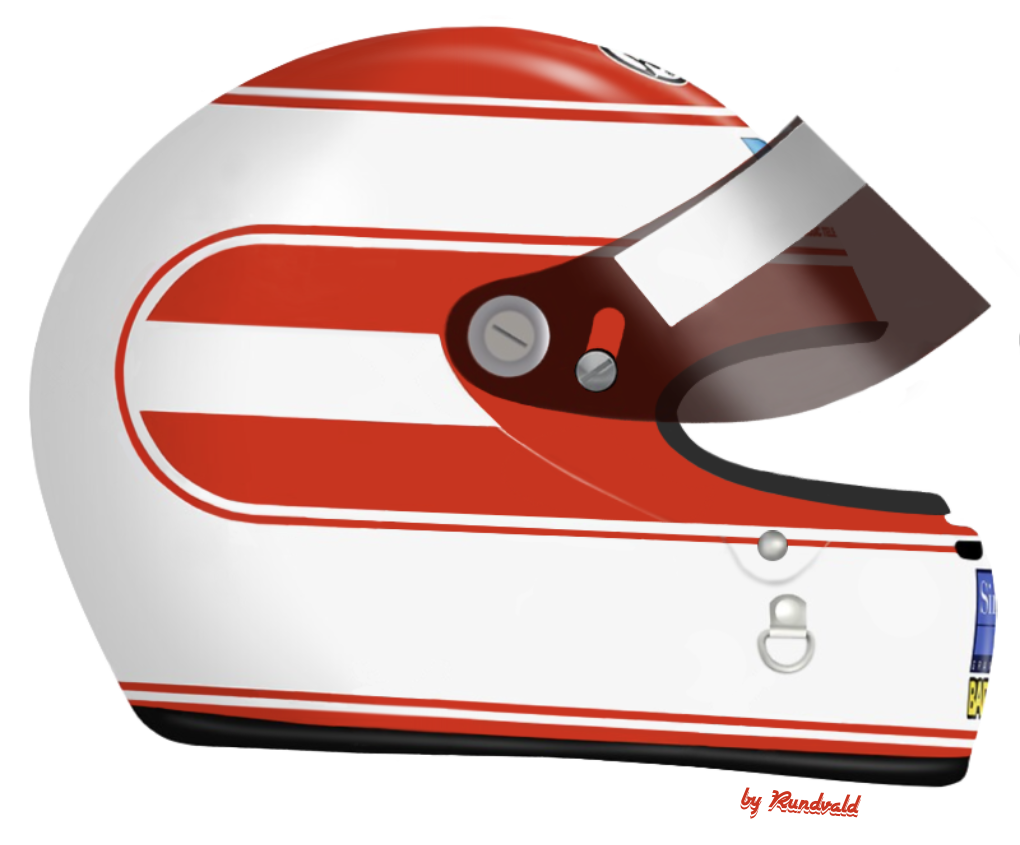
Helmdesign Ratzenbergers in den Nationalfarben Österreichs

### Formel 1
Der Aufstieg in die lange angestrebte Königsklasse kam für Ratzenberger überraschend 1994, als Nick Wirth ihn als zweiten Fahrer für sein neu gegründetes Simtek-Team unter Vertrag nahm, anfangs nur mit einer Garantie für sechs Rennen. Nach dem Scheitern in der Qualifikation zum Großen Preis von Brasilien in Interlagos bestritt Ratzenberger zwei Wochen später beim Pazifik-Grand-Prix in Aida sein erstes und einziges Formel-1-Rennen und wurde Elfter.
Beim dritten Rennen der Saison, dem Großen Preis von San Marino in Imola, brach an Ratzenbergers Simtek S941 im Qualifikationstraining in seiner zweiten gezeiteten Runde der linke obere Teil des Frontflügels. Ohne den nötigen Anpressdruck konnte Ratzenberger den Wagen nicht mehr steuern und in den „Villeneuve“-Rechtsknick einlenken. Der Simtek-Ford schlug mit über 300 km/h in die Begrenzungsmauer auf der linken Streckenseite ein und rutschte bis hinunter zur „Tosa“-Kurve.
Wiederbelebungsversuche noch am Unfallort scheiterten; Ratzenberger war bereits klinisch tot. Durch die Wucht des Aufpralls wurde ihm das Genick gebrochen und mehrere innere Organe wurden schwer verletzt. Diese Verletzungen waren so schwerwiegend, dass er wenig später für tot erklärt wurde.
Er war das erste Todesopfer bei einem Formel-1-Grand-Prix seit dem Großen Preis von Kanada 1982, bei dem Riccardo Paletti starb. Tags darauf verunglückte auch der brasilianische Weltmeister Ayrton Senna auf derselben Strecke tödlich. Beide Unfälle waren Grund dafür, in den Folgejahren für mehr Sicherheit bei den Formel-1-Wagen und -Rennen zu sorgen.
Roland Ratzenbergers Urne wurde auf dem Salzburger Friedhof Maxglan beigesetzt. Die Familiengrabstätte ziert ein Modell von Ratzenbergers Helm und eine Gedenktafel mit den Worten „Verunglückt am 30. April 1994 beim Training zum Formel 1 Lauf in Imola. Er lebte für seinen Traum“ erinnert an den Rennfahrer.

## Statistik

### Statistik in der Formel-1-Weltmeisterschaft
Diese Statistik umfasst alle Teilnahmen des Fahrers an der Formel-1-Weltmeisterschaft.

#### Gesamtübersicht
| Saison | Team            | Chassis     | Motor          | Rennen | Siege | Zweiter | Dritter | Poles | schn. Rennrunden | Punkte | WM-Pos. |
| ------ | --------------- | ----------- | -------------- | ------ | ----- | ------- | ------- | ----- | ---------------- | ------ | ------- |
| 1994   | MTV Simtek Ford | Simtek S941 | Ford HB 3.5 V8 | 1      | –     | –       | –       | –     | –                | –      | 34.     |
| Gesamt | Gesamt          | Gesamt      | Gesamt         | 1      | –     | –       | –       | –     | –                | –      |         |

#### Einzelergebnisse
| Saison | 1  | 2   | 3 | 4 | 5 | 6 | 7 | 8 | 9 | 10 | 11 | 12 | 13 | 14 | 15 | 16 |
| ------ | -- | --- | - | - | - | - | - | - | - | -- | -- | -- | -- | -- | -- | -- |
| 1994   |    |     |   |   |   |   |   |   |   |    |    |    |    |    |    |    |
| DNQ    | 11 | DNS |   |   |   |   |   |   |   |    |    |    |    |    |    |    |

| Legende  | Legende            | Legende                                                          |
| Farbe    | Abkürzung          | Bedeutung                                                        |
| -------- | ------------------ | ---------------------------------------------------------------- |
| Gold     | –                  | Sieg                                                             |
| Silber   | –                  | 2. Platz                                                         |
| Bronze   | –                  | 3. Platz                                                         |
| Grün     | –                  | Platzierung in den Punkten                                       |
| Blau     | –                  | Klassifiziert außerhalb der Punkteränge                          |
| Violett  | DNF                | Rennen nicht beendet (did not finish)                            |
| Violett  | NC                 | nicht klassifiziert (not classified)                             |
| Rot      | DNQ                | nicht qualifiziert (did not qualify)                             |
| Rot      | DNPQ               | in Vorqualifikation gescheitert (did not pre-qualify)            |
| Schwarz  | DSQ                | disqualifiziert (disqualified)                                   |
| Weiß     | DNS                | nicht am Start (did not start)                                   |
| Weiß     | WD                 | zurückgezogen (withdrawn)                                        |
| Hellblau | PO                 | nur am Training teilgenommen (practiced only)                    |
| Hellblau | TD                 | Freitags-Testfahrer (test driver)                                |
| ohne     | DNP                | nicht am Training teilgenommen (did not practice)                |
| ohne     | INJ                | verletzt oder krank (injured)                                    |
| ohne     | EX                 | ausgeschlossen (excluded)                                        |
| ohne     | DNA                | nicht erschienen (did not arrive)                                |
| ohne     | C                  | Rennen abgesagt (cancelled)                                      |
| ohne     | keine WM-Teilnahme |                                                                  |
| sonstige | P/fett             | Pole-Position                                                    |
| sonstige | 1/2/3/4/5/6/7/8    | Punktplatzierung im Sprint-/Qualifikationsrennen                 |
| sonstige | SR/kursiv          | Schnellste Rennrunde                                             |
| sonstige | *                  | nicht im Ziel, aufgrund der zurückgelegten Distanz aber gewertet |
| sonstige | ()                 | Streichresultate                                                 |
| sonstige | unterstrichen      | Führender in der Gesamtwertung                                   |

### Le-Mans-Ergebnisse
| Jahr | Team                  | Fahrzeug     | Teamkollege           | Teamkollege           | Platzierung            | Ausfallgrund       |
| ---- | --------------------- | ------------ | --------------------- | --------------------- | ---------------------- | ------------------ |
| 1989 | Brun Motorsport       | Porsche 962C | Maurizio Sandro Sala  | Walter Lechner senior | Ausfall                | Reifenschaden      |
| 1990 | Toyota Team SARD      | Toyota 90C-V | Pierre-Henri Raphanel | Naoki Nagasaka        | Ausfall                | Motorschaden       |
| 1991 | Team Salamin Primagaz | Porsche 962C | Eje Elgh              | Will Hoy              | Ausfall                | Zylinder überhitzt |
| 1992 | Toyota Team Tom’s     | Toyota 92C-V | Eje Elgh              | Eddie Irvine          | Rang 9                 |                    |
| 1993 | Y’s Racing Team       | Toyota 93C-V | Mauro Martini         | Naoki Nagasaka        | Rang 5 und Klassensieg |                    |

### Einzelergebnisse in der Sportwagen-Weltmeisterschaft
| Saison | Team                              | Rennwagen                | 1   | 2   | 3   | 4   | 5   | 6   | 7   | 8   | 9   |
| ------ | --------------------------------- | ------------------------ | --- | --- | --- | --- | --- | --- | --- | --- | --- |
| 1989   | Toyota Team Tom’s Brun Motorsport | Toyota 89C-V Porsche 962 | SUZ | DIJ | JAR | BRH | NÜR | DON | SPA | MEX |     |
| 1989   | Toyota Team Tom’s Brun Motorsport | Toyota 89C-V Porsche 962 | 24  |     |     |     |     |     | 4   |     |     |
| 1990   | Toyota Team Tom’s                 | Toyota 90C-V             | SUZ | MON | SIL | SPA | DIJ | NÜR | DON | MOT | MEX |
| 1990   | Toyota Team Tom’s                 | Toyota 90C-V             | DNF |     |     |     |     |     |     |     |     |
| 1991   | Team Salamin Primagaz             | Porsche 962              | SUZ | MON | SIL | LEM | NÜR | MAG | MEX | AUT |     |
| 1991   | Team Salamin Primagaz             | Porsche 962              |     |     |     | DNF |     |     |     | DNF |     |
| 1992   | Toyota Team Tom’s                 | Toyota 92C-V             | MON | SIL | LEM | DON | SUZ | MAG |     |     |     |
| 1992   | Toyota Team Tom’s                 | Toyota 92C-V             | 9   |     |     |     |     |     |     |     |     |